# Brunhilde (tegneserie)
 For alternative betydninger, se Brunhilde. (Se også artikler, som begynder med Brunhilde)
Brunhilde (eng.: Broom-Hilda) er en amerikansk tegneserie, skabt af Russell Myers i 1970, med en uhumsk heks af samme navn. Øvrige medvirkende er trolden Osvald (eng.: Irwin Troll), som er usædvanlig blid men knapt så klog, og gribben Grifberg (eng.: Gaylord Buzzard), som er lærd og noget snobbet. 